# 艾力 (香港DJ)
艾力（本名：廖麒鏘，洋名：Eric，1985年7月9日—），香港唱片騎師，畢業於觀塘官立中學，曾經在新城知訊台主持節目《還看今天》、《寂寞留聲群》、《一周新聞》、 《小文化社》等。艾力身高6英尺3英寸（1.91），體重曾經超過300英磅（140），2013年開始花了十六個月時間，減去90英磅（41）的脂肪。他在2016年8月29日離開新城電台，最後一個主持節目為《寂寞留聲群》。他在2016年9月2日深夜9月3日凌晨2時開始，加盟香港電台主持《輕談淺唱不夜天》，現為《音樂說》節目主持。
艾力亦為香港主持人，曾為多個電影首映禮、品牌發佈會、唱片記者會、教育分享會，以至婚禮擔任司儀。

## 發展路向
2008年跟香港青年協會合作創辦uChannel網上電台，為年青人發聲，當年邀得黎明及衛蘭擔任開台儀式主禮嘉賓，風頭一時無兩。並於2011年舉辦我撐起樂壇頒獎禮，邀得70多位歌手出席，當中更包括蘇永康、梁漢文、Twins、林峯、謝安琪等一線歌手撐場，成為香港史上最具規模的網上電台活動。
2012年離開uChannel網上電台，最後一個主持節目為跟已故歌手陳僖儀主持的愛情節目《Crazy Lover》。2012年5月加盟新城電台，主持音樂節目《越夜越音樂》。
2016年8月29日離開新城電台，最後一個主持節目為《寂寞留聲群》。2016年9月2日深夜9月3日凌晨2時開始，加盟香港電台，主持音樂節目《輕談淺唱不夜天》，現為《音樂說》節目主持。

### 現主持電台節目
- 《音樂說》（香港電台第二台）

### 曾主持網上節目
- 《Talking Point》（MeeeepMore網站）
- 《好戲場》（MeeeepMore網站）
- 《5個月減50磅》（MeeeepMore網站）

### 曾主持電台節目
- 《寂寞留聲群》（新城知訊台、新城財經台、新城數碼音樂台聯播）
- 《還看今天》（新城知訊台）
- 《寂寞一窩Phone》（新城知訊台）
- 《一周新聞》（新城知訊台）
- 《小文化社》（新城知訊台）
- 《給自己的情歌》（新城數碼音樂台）
- 《力推金曲》（新城數碼音樂台）
- 《心靈音樂通》（新城數碼音樂台）
- 《輕談淺唱不夜天》（香港電台第二台）

### 小說著作
- 《你今天還好嗎...還好嗎？》（2015年，與作家周子嘉合著）

### 影評工作
- MeeeepMore網站《好戲場》
- 新城知訊台節目《子夜場影話》
- 雜誌《3周刊》影評專欄
- 雜誌《YES!》影評專欄
- 雜誌《101》影評專欄

### 配音工作

#### 電影
- 電影《我老婆係明星》（飾演電台DJ）
- 電影《狂舞派3》（飾演謝票場司儀）
- 電影《手機見鬼》（飾演古老闆）

#### 電視廣告
- 電影《52Hz I Love You》TVC（2017年）
- 宋仲基香港粉絲見面會優先訂票TVC（2016年）
- 電影《偷天特務》TVC（2016年）
- 東亞銀行網上理財TVC（2012年）

## 外部連結
- 艾力的Facebook專頁
- 艾力的新浪微博
- YouTube上的艾力頻道
- 艾力的Instagram帳戶